# Duitse militaire begraafplaats in Diersfordt
De Duitse militaire begraafplaats in Diersfordt is een militaire begraafplaats in het Stadtteil Bislich van Wesel, Noordrijn-Westfalen, Duitsland. Op de begraafplaats liggen voornamelijk omgekomen Duitse militairen uit de Tweede Wereldoorlog.

## Begraafplaats
Op de begraafplaats rusten 536 Duitse slachtoffers uit de Tweede Wereldoorlog die zijn omgekomen bij de strijd om de geallieerde overgang van de Rijn, waarvan er 106 niet zijn geïdentificeerd. Daarnaast liggen er nog twee Nederlandse landarbeiders begraven.